# 雲林縣歷史
雲林縣縣名之由來始於清治時期，清朝政府在嘉義縣與彰化縣之間設置新縣時，因縣城位在沙連堡林圯埔街（今南投縣竹山鎮）近郊的九十九崁雲林坪上，遂命名為雲林縣，但日後因第二任臺灣巡撫邵友濂認為縣城的位置太靠近內山，縣治西移至斗六門，1950年8月重新設置雲林縣，但作為縣名由來的雲林坪則被劃歸為今天的南投縣竹山鎮雲林里，使得「雲林」不在雲林縣境內。

## 史前時期
在荷蘭人與漢人移入以前，雲林地區原屬平埔族洪雅族偵兒干社（一名貓兒干社）、西螺社、他里霧社、猴悶社、斗六社(一名柴裡社)、南社等部落的活動領域。

## 荷治時期
荷治時期，雲林大笨港地區為荷蘭東印度公司之海防港口，笨港在17世紀荷蘭人所描繪的地圖中，稱為「Ponkan」，公司新開發此地為對中日鹿皮貿易的廣大獵場。:26

## 明鄭時期
1662年，鄭成功逐退荷蘭人。在鄭成功時代，雲林被劃入天興縣。同年，鄭成功去世，其子鄭經改稱「天興縣」為「天興州」，並設北路安撫司。明鄭入臺之時，實施「軍兵屯墾」的政策，下令「各鎮及大小將領官兵派撥汛地，准就彼處擇地起蓋房屋，開闢田地，盡其力量，永為世業，以佃以漁及京（經）商。」派屯弁在雲林地區的大衰榔東堡、他里霧堡、斗六堡等地墾殖。
1665年鄭經頒布「屯田之制，以拓番地」，延申原本的軍屯至原住民領域，派遣鄭成功部將，參軍林圯率屯丁200人入墾今雲林縣東部和今南投縣西南部，越過阿拔泉溪（今清水溪）建立竹圍仔庄（今竹圍里）為根據地，將原居的鄒族魯富都（Luhtu）大社驅逐至東埔蚋（今延平里），雙方爆發數起激烈衝突。1668年10月，鄒族人夜襲圍困竹圍仔庄，林圯與百餘屯丁悉數被殺。後斗六方面援軍再度掃蕩鄒族人，將所屯墾之佔領區命名為「林圯埔」。。
相傳鄭氏在鄭經時期1664年之前，許友儀、林天生等漳泉人入墾笨港。:249

## 清治時期
1683年施琅攻台期間，陳立勳獻納清軍徵台資金，故清政府賞賜大慷榔東頂堡大部分的土地予陳立勳在笨港拓墾。
1717年（康熙五十六年），陳孟林修之「諸羅縣志」已有「斗六門街」、「柴裡斗六社」之記載。乾隆初年，泉州人楊仲熹招集漢人在斗六行商而逐漸興盛。奠定街基。
清領初期，漳泉移民大量由笨港（今北港鎮）進入，笨港渡口一帶成為一大聚落，居民大集，通漁鹽、興販外國，熙來攘往，立媽祖廟於鎮渡，康熙年諸羅縣志即記稱：「笨港街、臺屬街市，此為最大」，及至乾隆十五年，笨溪(今北港溪)氾濫，河道南移，笨港街市為之劃分為二，於是又有北港、南港之分。
1734年（雍正十二年），今土庫鎮、虎尾鎮一帶設大坵田堡，其開墾大致從西往東，故虎尾較土庫開發為晚。該堡之東有一小沙丘（臺灣話稱「沙崙」），周遭稱為大崙腳，虎尾溪流經大崙腳之南，據推測位置為今日虎尾鎮之大崙腳公園。較大規模的漢人開墾發生於乾隆年間，大崙腳庄也在此時發展成大崙腳街。乾隆24年（1757年），福建人郭六才等人至大崙腳招佃開墾。
1761年（乾隆二十六年）置斗六門巡檢，1835年（道光十五年）改為斗六門縣丞。1862年（同治元年）九月，斗六門為戴潮春所攻陷，戴潮春旋將根據地由四張犁轉移到此處，直至1863年年末才由清軍奪回。
1887年（光緒十三年）八月正式建立臺灣省，之前臺灣曾經由福建省管轄，當時新任臺灣巡撫劉銘傳會同閩浙總督楊昌濬一起上奏給光緒帝的《臺灣郡縣添改撤裁摺》提到：“伏查臺灣疆域，南北相距七百餘里……如彰化、嘉義、鳳山、新竹、淡水等縣，縱橫多至二、三百里，鞭長莫及，治化何由？且防務為治臺要領，轄境太廣，則耳目難周，控制太寬，則聲氣多阻……嘉義之東，彰化之南，自濁水溪始，石圭溪止，截長補短，方長約百餘里，擬添設一縣曰雲林縣。”1887年九月初八日皇帝同意此上疏，於是雲林縣成為臺灣府所轄四縣之一。
雲林縣治先設於林圯埔（今南投縣竹山鎮）九十九崁上的雲林坪，並因縣治而得名，由准知縣，也就是當時的斗六門縣丞陳世烈來負責築城相關事宜。之所以會選於此地築城主要是因為此地是八通關古道的起點，與開山撫番政策有相當的關係。但因第二任臺灣巡撫邵友濂認為縣城的位置太靠近內山，1893年縣治從雲林坪移到了斗六門（今斗六市）。據連雅堂臺灣通史：「雲林縣始於建省之時，則為撫墾之計爾，先是1887年，劃嘉義以北之地，經營新邑，擇治於林圯埔（今竹山鎮）之雲林坪（今竹山鎮雲林里）。故為雲林縣。」
1894年（光緒二十年）倪贊元所著《雲林縣采訪冊》記載：「北港街，即笨港，因在港之北，故名北港，東西南北共分人街，煙戶七千餘家郊行林立，塵市昆連，金、廈、南澳、安邊、澎湖商船，經常由內地載運布批、洋酒、雜貨、花金等項，來港銷售。轉販石、芝麻、奇糖、白豆出口。又有竹筏為洋商載運樟腦前赴安平，轉載輪船運往香港等處。百貨集，六時成市，貿易之盛，為雲邑冠，俗人呼為小臺灣焉。」
1895年的乙未戰爭中，日軍攻下彰化縣城後渡過濁水溪開始進攻雲林縣，於9月1日攻抵斗六與他里霧（今斗南），2日在大蒲林街遭到義軍副將楊洪泗與管帶朱乃昌率鎮海中軍與炮隊約500餘人伏擊，於他里霧再次遭到義軍林義成、簡成功、簡精華約五百名義軍襲擊，日軍派部屬砲兵的援救部隊支援，並退回北斗。9月29日，日軍集結了一萬多人發動攻勢。10月5日，日軍攻陷莿桐巷（今莿桐）。10月6日，日軍於西螺跟義軍廖三聘七崁廖琛交戰，屢攻不下，最後火攻西螺街，義軍撤退。10月7日日軍進攻他里霧街（今斗南），擊敗黑旗軍王德標。右側支隊進攻土庫，受黑旗軍福字營吳玉山及義軍抵抗，屢攻不下，最後放火燒毀土庫庄。左側支隊進攻斗六街，黑旗軍蕭三發、義軍領袖徐驤、簡成功、簡精華等抵抗，但因火力懸殊不敵。當日雲林縣縣治斗六失陷，各部隊退往大莆林（今大林）。同日，義軍與日軍在施瓜寮與牛尫灣莊發生戰鬥。隔日，日軍進攻大蒲林、興化莊與雙溪口，黃榮邦、黑旗軍蕭三發陣亡。同日，日軍攻佔湖底莊與觀音亭。義軍向嘉義後撤，日軍再佔打貓（今民雄），興化莊及林仔頭莊遭焚毀。

## 日治時期
日治初期併入臺南縣，1901年改為二十廳中的斗六廳。1909年斗六廳併入嘉義廳，而林圯埔支廳因為距離嘉義廳治較遠而改劃入南投廳，也造就了「雲林」（竹山）改給南投管的情形。1920年台灣總督府實施五州二廳（後為五州三廳）制，原南投廳改屬臺中州、原嘉義廳改屬臺南州。

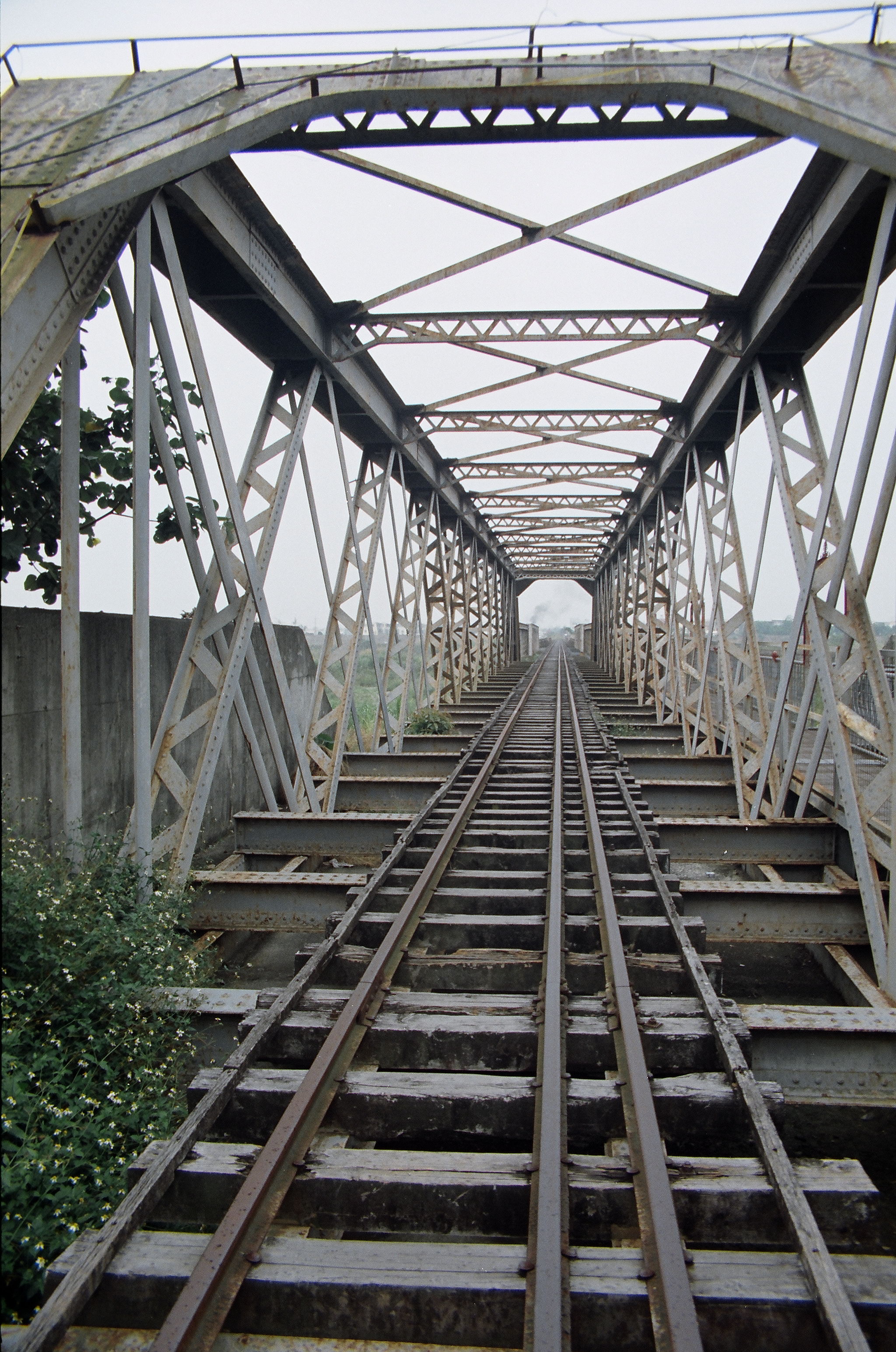
虎尾台糖鐵橋

## 戰後時期
二次大戰後，國民政府曾提出《臺灣接管計劃綱要》重劃行政區域，計畫將原台南州的虎尾郡、北港郡劃為北港縣，原斗六郡及臺中州的竹山、新高（今集集）二郡劃為斗六縣。後因臺灣省行政長官公署認為該計畫不切實際，提出臺灣行政區劃重劃的草案，此案變動較小，只將日治時期五州三廳改為八縣、所轄各郡改為區。
1950年《臺灣省各縣市實施地方自治綱要》實施，將虎尾區、斗六區、北港區合設為一縣，曾計畫名為斗六縣，後方使用古縣名雲林做為縣名；而新設之雲林縣治當初則為斗六與虎尾兩鎮相爭，最後由斗六勝出，但地方法院設於虎尾以平息爭端。而竹山地區（含鹿谷鄉）民眾從竹山與斗六的地理、歷史、文化、交通經濟、治安等層面考量，由當時的竹山鎮長陳博土、鹿谷鄉長林朝陽、臺中縣參議員鄭葆椿、林遲產、兩鄉鎮的農會學務理事楊昭璧、張四川、竹山中學校長陳紹寬、竹山電信局長吳林、竹山郵局長吳海魚以及兩鄉鎮的鄉鎮民代表等具名，於當年提出陳情，希望能將竹山區劃歸斗六轄下，但同年十月竹山、鹿谷劃歸南投縣。由於當時雲林縣縣治設於斗六鎮，距離北港地區過遠，引發北港地區有民眾要求合併入緊鄰的嘉義縣，但最後也未成功。
1981年12月25日，斗六鎮符合《臺灣省各縣市實施地方自治綱要》中所新增之「縣政府所在地」規定，改制為縣轄市。